# Річард Оуен
Сер Річард Оуен, англ. sir Richard Owen (20 липня 1804, Ланкастер, Велика Британія — 18 грудня 1892, Лондон, Велика Британія) — англійський зоолог та палеонтолог. Лицар-командор ордена Лазні (1884). У 1888 році нагороджений почесною Медаллю Карла Ліннея за продовження ліннеївських традицій у сучасній біології.

## Біографія
Здобув медичну освіту в Единбурзькому університеті. У період навчання він продемонстрував тягу до анатомічних досліджень. Через це Оуен приймає запрошення стати помічником хранителя музею при Королівській колегії хірургів Англії та відмовляється заради такої наукової роботи від подальшої медичної кар'єри. Працюючи з колекціями експонатів, особливо з колекцією відомого шотландського хірурга Джона Гантера, він опанував порівняльну анатомію, його авторитет у цій галузі був оцінений науковцями того часу, а все це спонукало Оуена до подальших досліджень решток вимерлих ссавців. 18 грудня 1832 року Оуена прийнято в члени Лондонського Королівського товариства. У 1836 році Оуен був призначений професором з порівняльної анатомії та фізіології Королівської колегії хірургів. Також викладав палеонтологію в Гірничій школі. В 1839 році обраний закордонним членом Санкт-Петербургської академії наук, в 1843 році — закордонним членом Шведської Королівської академії наук. У 1846 році нагороджений Королівською медаллю Лондонського королівського товариства за дослідження белемнітів. У 1849 році Оуен обійняв посаду хранителя музею при Королівській колегії хірургів Англії, де плідно працював до 1856 року, коли його призначили завідувати природно-історичним відділенням «Британського музею». Він доклав чимало зусиль для створення відокремленого від Британського Музею — «Музею природознавства» в лондонському Південному Кенсінґтоні.

## Науковий внесок

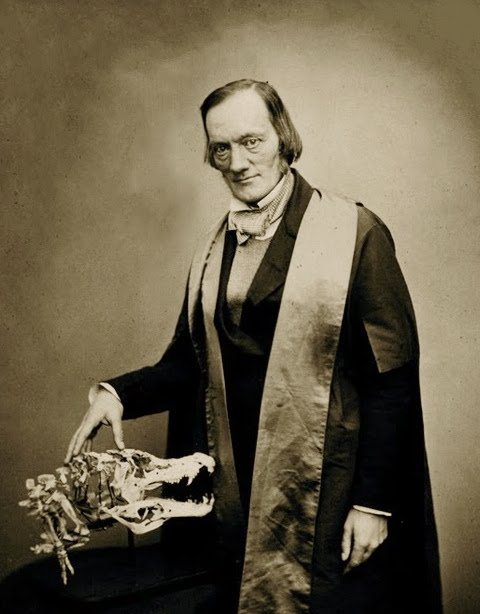
Річард Оуен з опудалом крокодила. 1856

Видав цілу низку наукових робіт, що стосуються, головним чином, історії розвитку хребетних тварин. Якщо думки самого Оуена з цього питання не є цілком непохитними, то, у всякому разі, самі дослідження довго будуть мати велике значення для науки. Ґрунтовні, ретельні дослідження в галузі порівняльної анатомії принесли Оуену славу одного з найвідоміших анатомів. Першорядне значення мали також його праці, які стосувались викопних решток хребетних, супроводжувані блискучими реконструкціями викопних тварин за частинами скелета (так, Оуен передбачив будову новозеландських моа лише за стегновою кісткою).
До числа його найбільш важливих досліджень належать порівняльно-анатомічні дослідження зубів, скелета, мозку хребетних, дослідження скелета сучасних і викопних копитних, встановлення факту розвитку сумчастих без утворення посліду і, звідси, поділу ссавців на плацентарних та безпослідних, дослідження викопних птахів, сучасних і викопних плазунів і земноводних, дослідження анатомії наутилуса (Nautilus), анатомії плеченогих (Brachiopoda).
Крім спеціальних порівняльно-анатомічних і палеонтологічних досліджень, Оуен відомий тим, що у його наукових працях були закладені підвалини широких сучасних понять: гомологія, аналогія і архетип в порівняльних дослідженнях у біології.
Також проводив дослідження, які мали значення для медицини. Зокрема у 1835 році Оуен описав морфологію збудника трихінельозу, дав йому назву Trichina spiralis.
Взагалі Річард Оуен за період своєї наукової діяльності опублікував близько 600 наукових праць починаючи з 20-річного віку, коли він почав викладати анатомію в Королівській колегії хірургів Англії, і аж до 80-річного віку, коли він вийшов у відставку.

## Бібліографія

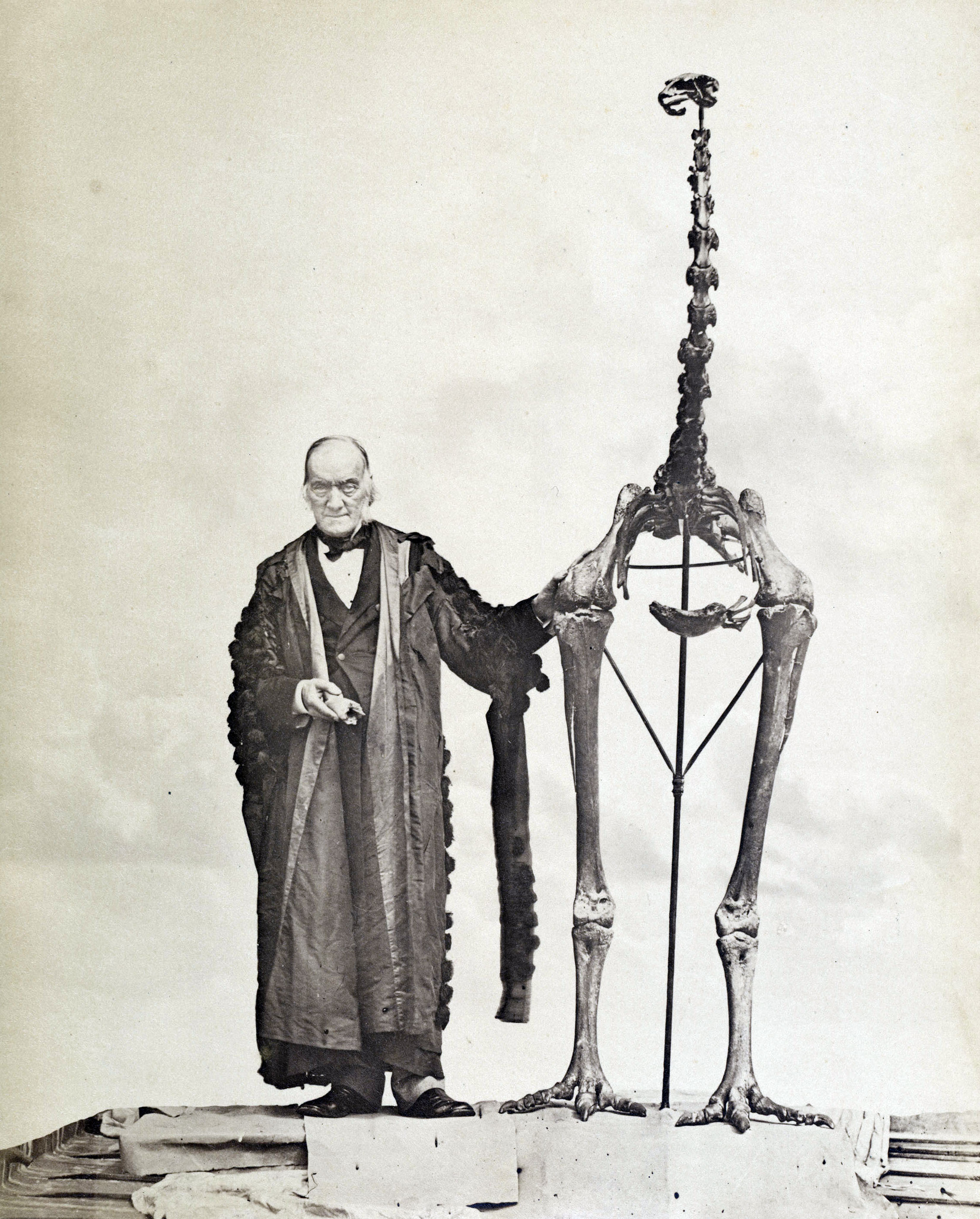
Річард Оуен із зібраним ним скелетом птаха моа (Dinornis giganteus)

### Найвизначніші роботи Оуена
- «Archetype and homologies of vertebrate skeleton» (Л., 1848),
- «British fossil reptilia of the cretaceous period» (1851),
- «Comparative anatomy, invertebrate animals» (1855),
- «Comparative anatomy, vertebrate animals» (1855),
- «Crocodilia and Ophidia of the London clay» (1859),
- «Description of the extinct gigantic Sloth» (1843),
- «Fossil reptilia of the Wealden» (1853–1857),
- «History of the British fossil mammalia and birds» (1846),
- «History of the British fossil reptiles» (1849),
- «On the classification of mammalia» (1859),
- «Memoir on the Megatherium» (1861),
- «Odontography» (1845, 2 вид., 2 т.),
- «On forms of the skeleton and the teeth» (1865),
- «Palaeontology» (1871, 7 вид.),
- «Principles of comparative osteology» (1855),
- «Anatomy of vertebrates» (1866-68, 3 т.),
- «Descriptive and illustrated catalogue of the fossil reptilia of South Africa» (1876),
- «On the fossil mammals of Australia and on the extinct marsupials of England» (1877, 2 т.),
- «Memoirs of extinct wingless birds of New Zealand» (1878).

Значну частину перерахованих робіт видано окремою збіркою, під заголовком: «History of British fossil reptiles» (Л., 1884).